# Stagnum
Stagnum (łac. Diocesis Stagnensis) – stolica historycznej diecezji w Dalmacji. Diecezja została erygowana w początku IX wieku i skasowana w wieku XIV. Została reaktywowana w roku 1541. 30 czerwca 1828 skasowana i włączona w skład diecezji Dubrownik. Sufragania archidiecezji Split, współcześnie miejscowość Ston w Chorwacji. Obecnie katolickie biskupstwo tytularne. 

## Biskupi tytularni
| Lp. | Biskup                    | Funkcja                                   | Od                   | Do               |
| --- | ------------------------- | ----------------------------------------- | -------------------- | ---------------- |
| 1   | Felixberto Camacho Flores | administrator apostolski Hagåtña (Guam)   | 5 lutego 1970        | 24 kwietnia 1971 |
| 2   | John Vlazny               | biskup pomocniczy Chicago (USA)           | 18 października 1983 | 19 maja 1987     |
| 3   | Curtis Guillory           | biskup pomocniczy Galveston-Houston (USA) | 29 grudnia 1987      | 2 czerwca 2000   |
| 4   | Jorge Iván Castaño Rubio  | biskup pomocniczy Medellín (Kolumbia)     | 16 lutego 2001       | 2 maja 2025      |